# Maricela Cobuz
Maricela Cobuz (n. 21 octombrie 1980) este deputat PSD de Suceava în Camera Deputaților, membru permanent al Comisiei pentru sănătate și familie, aleasă prin vot în urma alegerilor parlamentare din 11 decembrie 2016, în circumscripția electorală nr.35 Suceava, data validării 21 decembrie 2016.